# Agar sale mannitolo

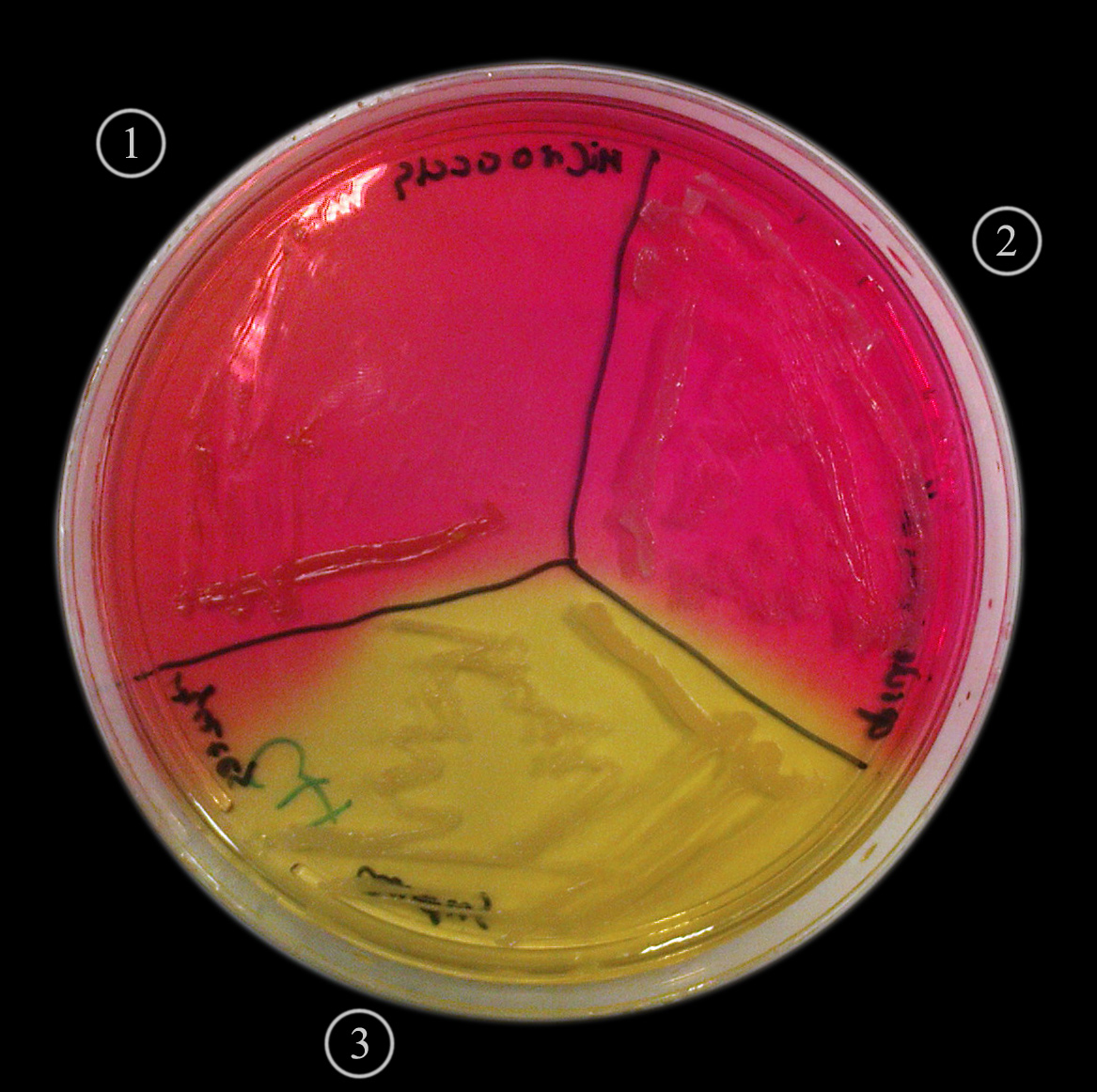
Piastra Petri con colonie di Micrococcus sp. (1), Staphylococcus epidermidis (2) e S. aureus (3).

L'Agar sale mannitolo è un terreno di coltura usato in microbiologia.

## Caratteristiche
Inibisce la maggior parte dei batteri in quanto possiede percentuali di cloruro di sodio molto elevate (75-100 grammi per litro). Tale terreno consente la crescita degli Stafilococchi che sono batteri alofili.
La fermentazione del mannitolo produce acidi, i quali provocano una modificazione del pH e quindi un viraggio dell'indicatore presente nel terreno (rosso fenolo) da rosso a giallo. L'agar sale mannitolo è un terreno sia selettivo (cioè permette la crescita solo di alcune specie) che differenziale (permette la discriminazione di una specie dall'altra grazie ad indicatori). Il terreno si trova anche in commercio in forma disidratata (in questo caso reidratare il terreno in acqua distillata seguendo le istruzioni della ditta produttrice).

## Conservazione
Il terreno pronto per l'uso può essere conservato a (5 ± 3) °C per non più di 7 giorni in condizioni ottimali.

## Preparazione

### Preparazione del terreno in polvere
1. Sospendere 111 g di polvere in 1000 mL di acqua distillata fredda
2. Portare ad ebollizione sotto agitazione ed autoclavare a 121 °C per 15 minuti
3. pH finale 7.4 ± 0.2.

### Preparazione del terreno in flacone
1. In un bagnomaria termoregolato a 100 °C introdurre i flaconi
2. Riscaldare fino ad ebollizione ed a dissoluzione completa
3. Raffreddare a 45-50 °C e versare in piastre sterili
4. pH finale 7.4 ± 0.2.

## Composizione del terreno
| Ingrediente       | Quantità  |
| ----------------- | --------- |
| Mannitolo         | 10 g/l    |
| NaCl              | 75 g/l    |
| Peptocomplex      | 10 g/l    |
| Estratto di carne | 1 g/l     |
| Estratto di carne | 1 g/l     |
| Rosso Fenolo      | 0.025 g/l |